# Голубоватые червяги
Голубоватые червяги (лат. Boulengerula) — род земноводных из семейства Herpelidae отряда безногих (Gymnophiona). Внешне похожи на крупных дождевых червей. В состав рода включают 7 видов. Научное название дано в честь британского зоолога Джорджа Альберта Буленджера.

## Внешний вид и строение
Общая длина представителей этого рода колеблется от 24 до 35 см. По своему строению похожи на остальные виды своего семейства, но отличаются от них голубой окраской.

## Места обитания и образ жизни
Любят тропические леса. Могут встречаться в горах на средней высоте. Активны преимущественно в сумерках и ночью. Большую часть жизни проводят под землёй или в опавших листьях. Питаются различными беспозвоночными. Известно, что Boulengerula taitana питается дождевыми червями, термитами, личинками двукрылых и другими представителями почвенной макрофауны. Предположительно, другие Boulengerula имеют подобные диеты. Эти земноводные заботятся о своих яйцах и личинках.

## Распространение
Обитают в Восточной Африке: в Руанде, Кении, Танзании и Малави, иногда встречаются в Бурунди, Демократической республике Конго и Замбии.

## Классификация
В состав рода включают:
- Boulengerula boulengeri Tornier, 1896 — Голубоватая червяга
- Boulengerula changamwensis Loveridge, 1932 — Кенийская червяга
- Boulengerula denhardti Nieden, 1912
- Boulengerula fischeri Nussbaum & Hinkel, 1994
- Boulengerula niedeni Müller, Measey, Loader & Malonza, 2005
- Boulengerula taitana Loveridge, 1935 — Горная червяга
- Boulengerula uluguruensis Barbour & Loveridge, 1928 — Телесная червяга